# Argopistes udege
Argopistes udege es un coleóptero de la familia Chrysomelidae. Fue descrita en 1994 por Konstantinov in Lopatin & Konstantinov.